# Хороша (Липовецкий район)
Хороша (укр. Хороша) — село на Украине, находится в Липовецком районе Винницкой области.
Код КОАТУУ — 0522286104. Население по переписи 2001 года составляет 310 человек. Почтовый индекс — 22545. Телефонный код — 4358.
Занимает площадь 1,068 км².

## Адрес местного совета
22545, Винницкая область, Липовецкий р-н, с. Скитка, ул. Садовая, 40